# Дидии
Дидиите (на латински: Didii, gens Didia, Deidia) са (nomen gentile) римска плебейска фамилия от gens Didia в Древен Рим. Мъжете носят името Дидий (Didius), a жените – Дидия (Didia).
Познати от тази фамилия:
- Дидий Юлиан, римски император през 193 г.
- Тит Дидий, народен трибун 143 пр.н.е., Lex Didia sumptuaria, Lex Fannia sumptuaria
- Тит Дидий, консул 98 пр.н.е., управител на Македония 101 пр.н.е., успешна война със скордиските, Lex Caecilia Didia
  - Тит Дидий, народен трибун 95 пр.н.е.
- Гай Дидий, легат 46 пр.н.е. на Испания по време на Цезар
- Квинт Дидий, управител на Сирия 31 – 29 пр.н.е.
- Авъл Дидий Гал, суфектконсул 39 г., управител на Мизия 44/45 г.
- Авъл Дидий Гал Фабриций Веиентон, суфектконсул 74, 80 и 83 г.
- Луций Дидий Марин, се жени за Анния Корнифиция Фаустина Млада, дъщеря на Марк Аврелий и Фаустина Млада
- Квинт Петроний Дидий Север, баща на император Дидий Юлиан
- Дидий Прокул, брат на император Дидий Юлиан.
- Дидий Нумий Албин, брат на Дидий Юлиан
- Дидия Клара (* 153 г.), дъщеря на император Дидий Юлиан

Вижте също:
- Lex Caecilia Didia, закон от Тит Дидий от 98 пр.н.е.
- Марк Дидий Фалкон, фиктивна фигура в романите от 1989 г. на британската авторка Lindsey Davis